# Turček (vodní nádrž)
Turček je vodní nádrž s plochou 54 ha, která je situována nad obcí Turček v okrese Turčianske Teplice na soutoku dvou řek - Turiec a Ružová severovýchodně od Horného Turčeka.
Slouží k akumulaci vody pro výrobu pitné vody pro okresy Prievidza, Žiar nad Hronom a Martin. Její sběrné území má rozlohu 29,5 km². Hráz je vybudovaná jako kamenitá s návodním asfaltově-betonovým těsněním. Vysoká je 59 m a v koruně dosahuje délky 287 m. Celkový objem nádrže je 10,8 milionů m³ a zabezpečený vodárenský odběr je 500 l/s. Sběrné území horního toku řeky Turiec a potoka Ružová se vyznačuje vysokou kvalitou vod, minimálními možnostmi jejich znečištění a až 95% vodnatostí lokality na pitnou vodu. Do hráze jsou zabudovány výškoměrné krabice, které slouží k měření jejího usazování a zabudovaná je injekční clona. Ta po napuštění vody zajistila těsnost podloží proti průsakům podzemních vod. Spolu s nádrží Nová Bystrica je nejmladší vodárenskou nádrží na Slovensku.
Vedoucím stavby vodní nádrže byl Jozef Zajonc, investorem Vodohospodářská výstavba Bratislava a dodavatelem Váhostav Žilina. Stavba začala v roce 1993 a byla ukončena na jaře roku 1996.
Vodárenská nádrž Turček jen částečně reguluje průtoky pod nádrží. Průtok na tocích je přirozený. Území podél řeky Turiec, včetně sídelní aglomerace Martin-Vrútky, není chráněno proti povodním.